# White Buffalo Woman

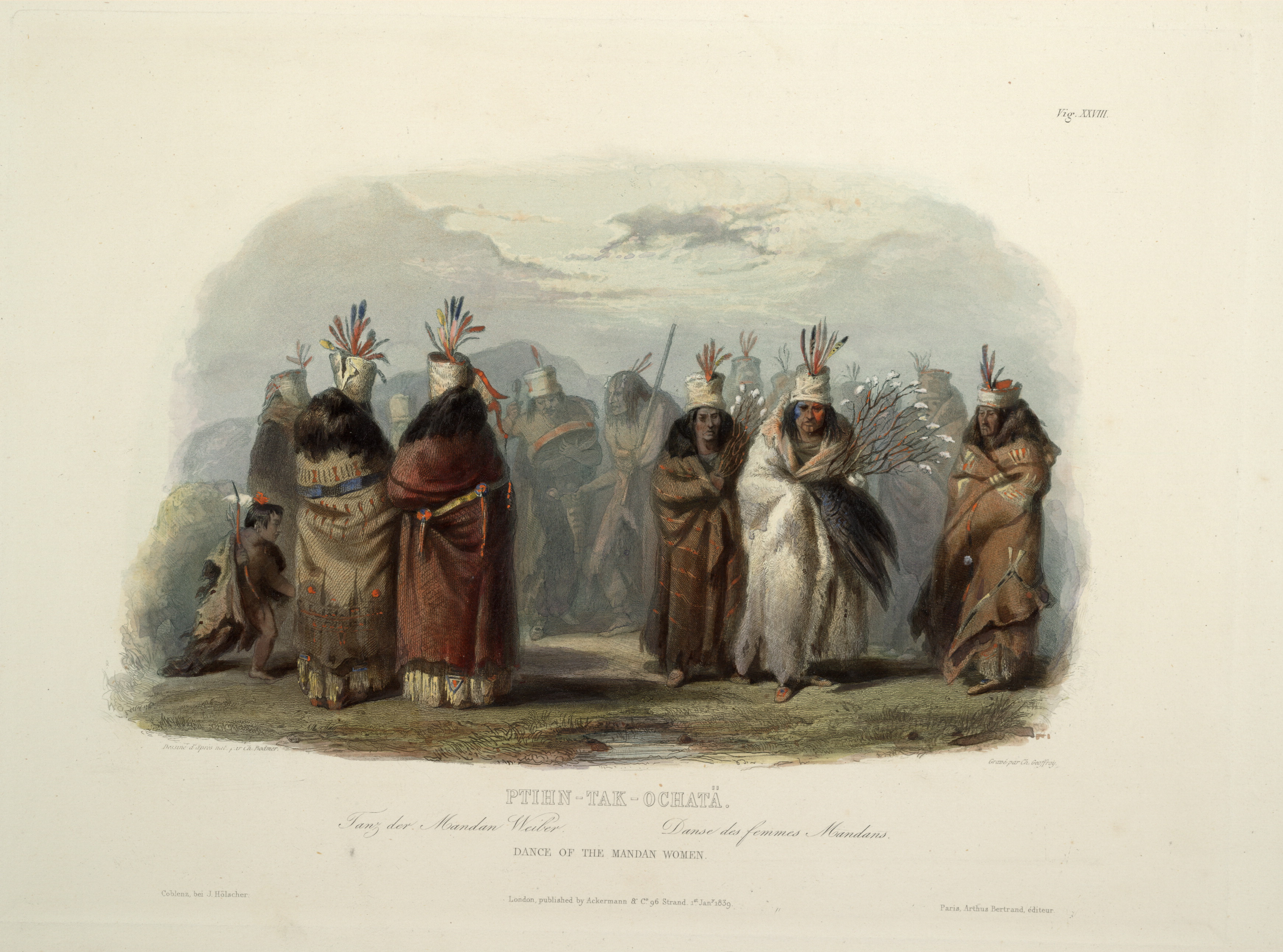
Tanz der White Buffalo Cow Society, Karl Bodmer, 1840–1843

Die White Buffalo Woman (Whope; auch: White Buffalo Calf Woman – „Weiße Büffelfrau“) ist eine mythische Figur der Indianer-Stämme Lakota und Dakota und wurde in die Erzählungen anderer Völker übernommen. Sie ist eine sogenannte Kulturbringerin. Man verehrt sie als Tochter des Wi und Gattin des Südwindes.
Der Mythos wird in verschiedenen Varianten erzählt. Gemeinsam ist ihnen, dass zwei Brüder, die nahe der Black Hills am Devils Tower auf der Jagd waren, eine schöne Frau sahen, die auf sie zukam. Der eine der Brüder verhielt sich sexuell aggressiv, worauf er durch einen Blitzschlag getötet wurde. Den anderen wies sie an, ihr Kommen im Lager anzukündigen und den Stamm vorzubereiten. White Buffalo Woman kam nach vier Tagen ins Lager und lehrte die Menschen den Umgang mit der Heiligen Pfeife und heilige Riten. Als sie das Dorf verließ, verwandelte sie sich in ein weißes Bisonkalb.
In der wohl ursprünglichen Variante, wie sie bei den Lakota erzählt wird, war der Anlass für die Geschichte, dass die Bisons verschwunden waren und den Menschen nicht nur Nahrung, sondern auch das Leder für Zelte und Bekleidung, Sehnen für den Bogen und andere Schnüre fehlte. White Buffalo Woman brachte den Menschen die Sieben Riten der Lakota, darunter den Sonnentanz, die Visionssuche und die Schwitzhütte. Als sie sich in das Büffelkalb verwandelte, kamen auch die Bisons wieder und die Menschen waren gerettet.
Auf den Mythos der Weißen Büffelfrau greift die White Buffalo Cow Society der Mandan und Hidatsa zurück. Diese Frauengesellschaft hatte mit ihrem buffalo-calling dance die religiöse Aufgabe, für die Wiederkehr der Bisonherden im kommenden Jahr zu sorgen.